# تنیس مجازی ۲۰۰۹
تنیس مجازی ۲۰۰۹ (به انگلیسی: Virtua Tennis 2009) یک بازی رایانه‌ای ساخته شرکت سومو دیجیتال و منتشر شده توسط سگا است. این بازی، نسخه پس از تنیس مجازی ۳ از از سری تنیس مجازی می‌باشد.